# Malec (powieść)
Malec (fr. P'tit-Bonhomme 1893) – dwutomowa powieść Juliusza Verne’a z cyklu Niezwykłe podróże. 
Po polsku wydana w 2011 w przekładzie Andrzeja Zydorczaka.
Przetłumaczona na trzynaście innych języków europejskich oraz chiński, hebrajski, perski.
Powieść jest nietypowa dla Verne’a bardziej znanego ze swych powieści fantastyczno-naukowych. Akcja toczy się w Irlandii w drugiej połowie XIX wieku. Tytułowy bohater jest małym sierotą.